# Apeadeiro de Esgueira
O apeadeiro de Esgueira é uma plataforma ferroviária regional da Linha do Vouga - Ramal de Aveiro, situada em Aveiro, Portugal, e criada em 1954..

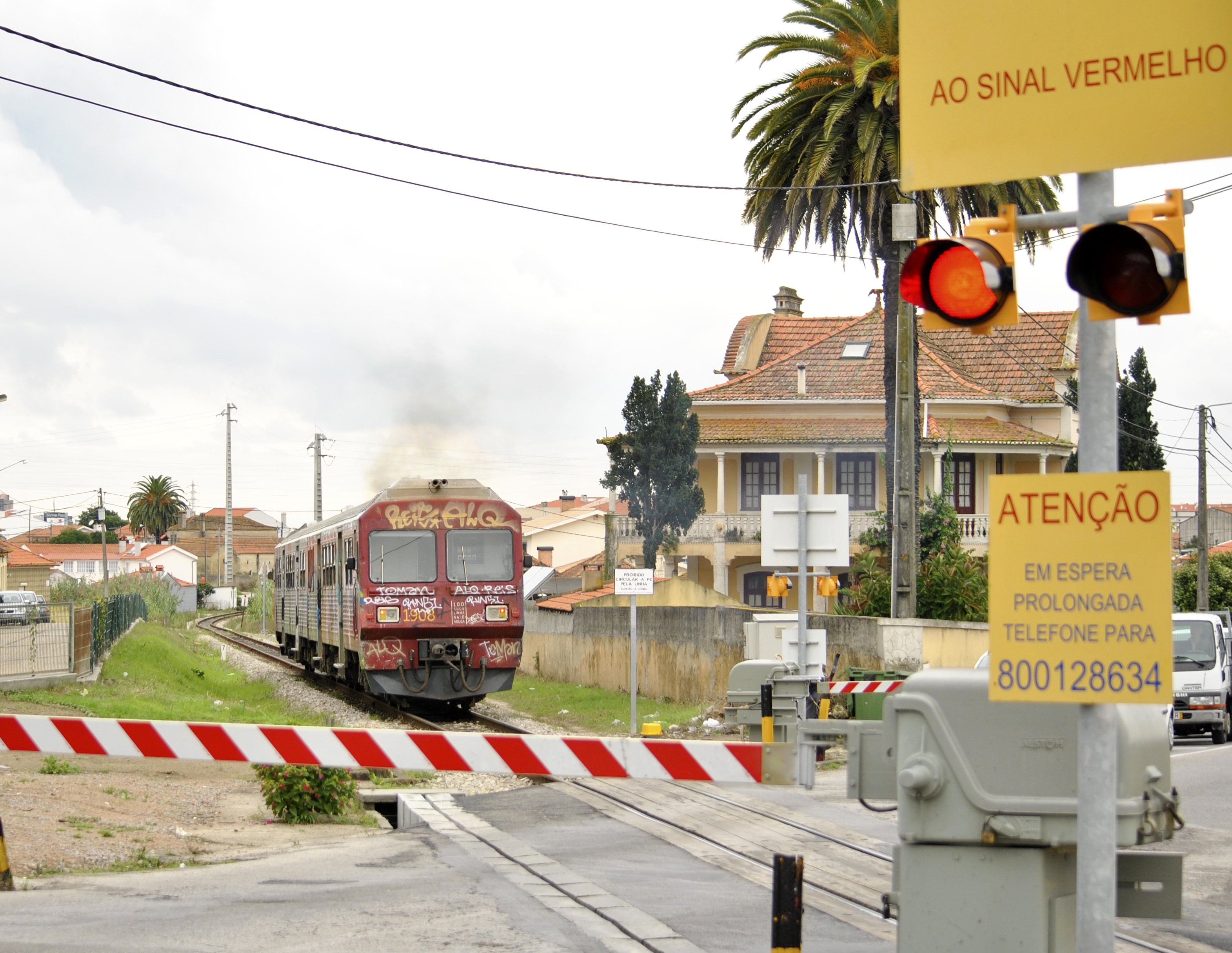
Passagem de nível sobre a EM230, vista do apeadeiro de Esgueira, em 2012.

## Descrição

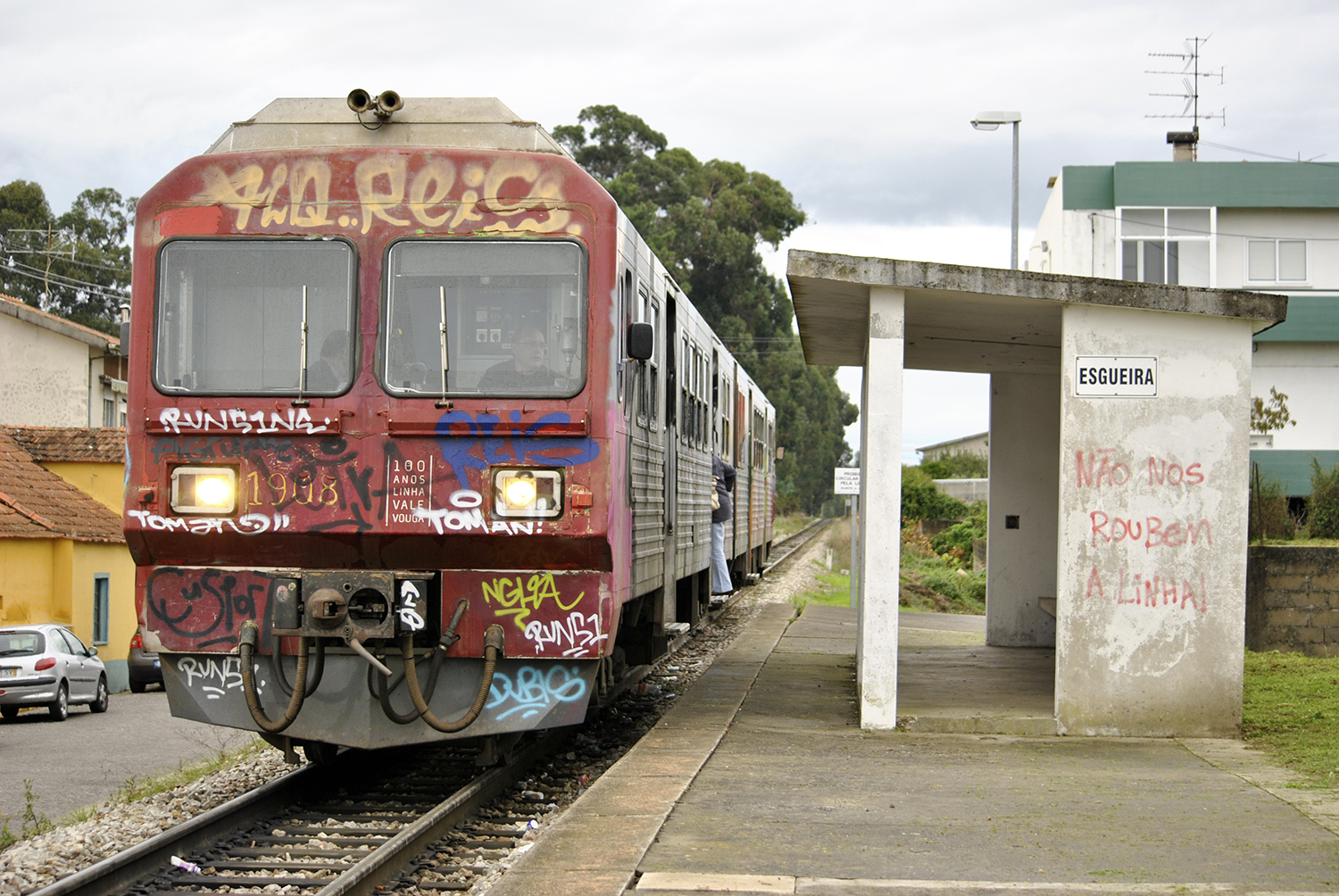
Abrigo e plataforma do apeadeiro de Esgueira, em 2012.

### Localização e acessos
Está situado no limite da freguesia de Esgueira com a freguesia de Santa Joana, próximo da passagem de nível (com barreiras automáticas) que cruza a estrada EM230, coincidente localmente com Rua da República, no Concelho e Distrito de Aveiro, em Portugal. As carreiras 3 e 4 da rede Aveiro Bus têm paragem relativamente próxima deste apeadeiro (Banhos de Esgueira), distante 357 m para nordeste (desnível acumulado de +0−10 m); esta última tem também paragem próxima na Rua da República, a sudeste, distante 282 m (desnível acumulado de +8−0 m).

### Serviços
Em dados de 2022, esta interface é servida por comboios de passageiros da C.P. de tipo regional, com onze circulações diárias em cada sentido, entre Aveiro e Sernada do Vouga (três destas encurtadas a Águeda ou a Macinhata do Vouga); como habitual nos apeadeiros desta linha, trata-se de uma paragem condicional, devendo os passageiros avisar antecipadamente o revisor para desembarques e assinalar da plataforma ao maquinista para embarques.

## História
Esta interface faz parte do troço entre as estações de Sernada do Vouga e Aveiro, que foi inaugurado em 8 de Setembro de 1911, pela Compagnie Française pour la Construction et Exploitation des Chemins de Fer à l'Étranger. No entanto, originalmente não existia um apeadeiro a servir a localidade de Esgueira, apesar da população ter pedido a sua construção.

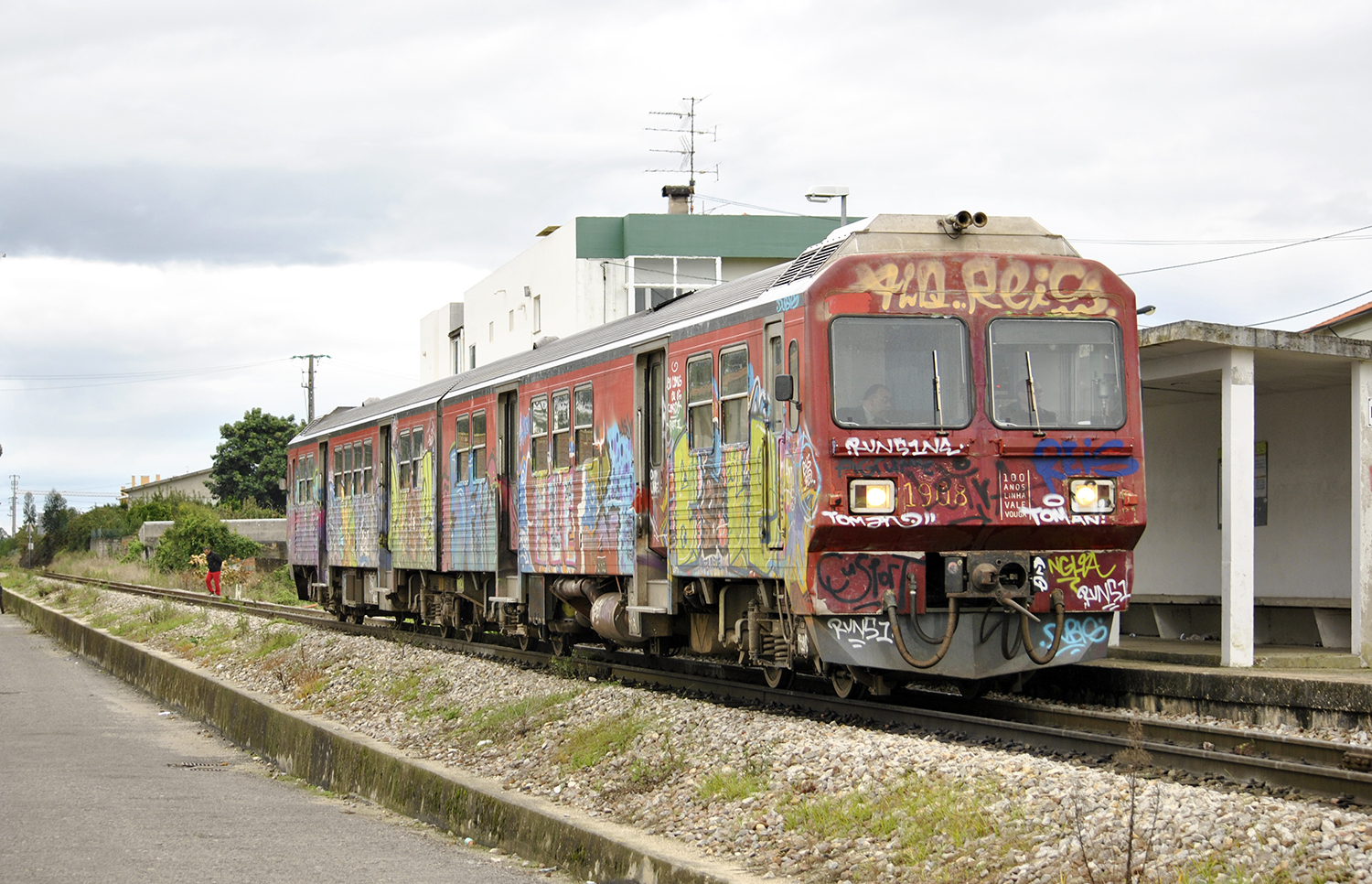
Automotora da série 9630 no apeadeiro de Esgueira, em 2012.

Em 1 de Janeiro de 1947, a gestão da rede do Vouga passou a ser assegurada pela Companhia dos Caminhos de Ferro Portugueses. Este apeadeiro foi oficialmente inaugurado em 16 de Janeiro de 1954, tendo a cerimónia tido início com a chegada do primeiro comboio às 12:50, que tinha saído de Aveiro. Quando o comboio parou, foram lançados foguetes e a Banda Recreativa Eixense começou a tocar música, e o chefe do distrito recebeu uma coroa de flores de uma menina do Rancho Folclórico da Casa do Povo de Esgueira, que colocou na locomotiva, tendo em seguida cortado a fita simbólica que vedava a passagem ao apeadeiro. A cerimónia contou igualmente com a presença dos inspectores António Ferreira da Costa, e Martins de Almeida, o chefe de estação Manuel Bastos, o Governador Civil, vice-presidente da Câmara Municipal, o adjunto da Direcção de Estradas do Distrito, e o presidente e outros membros da Junta de Freguesia.

Em 1985, este interface era ainda um ponto de paragem na linha, com infraestrutura mínima, sem plataformas nem abrigo para os passageiros — que foram mais tarde edificados.